# Fahad bin Sa'ud Al Sa'ud
Fahad bin Saʿūd Āl Saʿūd (in arabo فهد بن سعود بن عبد العزيز آل سعود‎?; Riad, 1923 – Riad, 30 ottobre 2006) è stato un principe, politico e diplomatico saudita, membro della famiglia reale Āl Saʿūd.

## Primi anni di vita
Il principe Fahad è nato a Riad nel 1923 ed era il primo figlio di re Sa'ud. Sua madre era Munira bint Sa'ad bin Sa'ud bin Faysal Al Sa'ud. In realtà prima di lui era nato un principe che portava il suo stesso nome ma che è deceduto nell'infanzia.

## Carriera
Durante il regno di suo padre, dal 1957 al 1960, è stato nominato ministro della difesa e ispettore generale. In seguito, dal 1964 al 1968 è stato ambasciatore in Grecia, paese di esilio del deposto padre.

## Vita personale
Fahad si è sposato due volte. La prima moglie è stata Al Anoud bint Faysal Al Sa'ud, figlia di re Faysal. I due si sono separati dopo alcuni anni di matrimonio. La sua seconda moglie era di origine siriana.

## Morte e funerale
Il 30 ottobre 2006 il principe Fahad è morto nella sua residenza della capitale. La salma è stata poi sepolta nel cimitero al-Adl di La Mecca.